# Reine Audu
Louise Reine Audu (eg. Louise-Renée Leduc), död 1793, även känd som drottningen av Les Halles, var en fransk frukthandlare, känd för sitt deltagande i franska revolutionen; hon räknades som en av revolutionens "hjältinnor".  
Den 5 oktober 1789 anförde hon vid Theroigne de Mericourts sida Kvinnotåget till Versailles. Vid Versailles tillhörde hon den deputation kvinnor som släpptes in i slottet för att framföra sina klagomål till monarken personligen. Efter att ha försäkrat sig om att kungafamiljen skulle åtfölja dem tillbaka till Paris gick hon med på att återvända med hela processionen tillsammans med hovet till Paris, dit de anlände i triumf. Hon sattes sedan i fängelse, först i Grand Châtelet och sedan i Conciergeriet. Hon blev frisläppt 15 september 1791 med hjälp av Cordelierklubben och Louis Bartholomew Chenaux. 
Audu deltog vid invasionen av Tuilerierna den 10 augusti 1792, där hon personligen stred mot soldaterna ur den schweiziska garnisonen. Hon hedrades med ett svärd av Pariskommunen för sina insatser. 